# 6è Festival Internacional de Cinema de Canes
El 6è Festival Internacional de Cinema de Canes es va dur a terme del 15 al 29 d'abril de 1953. El Gran Premi del Festival el va guanyar Le Salaire de la peur de Henri-Georges Clouzot. El festival va obrir amb Horizons sans fin de Jean Dréville.
Durant la cerimònia d'apertura Walt Disney fou guardonat amb la "Legió d'Honor" de les mans del Ministre d'Informació Hugues.

## Jurat
Els membres nomenats pel jurat de la competició de 1953 foren:
Pel·lícules
- Jean Cocteau (França) President
- Louis Chauvet (França) (periodista)
- Titina De Filippo (França)
- Guy Desson (França)
- Philippe Erlanger (França)
- Renée Faure (França)
- Jacques-Pierre Frogerais (França)
- Abel Gance (França)
- André Lang (França)
- Georges Raguis (França)
- Edward G. Robinson (EUA)
- Charles Spaak (Bèlgica)
- Georges Van Parys (França)

Curtmetratges
- Bert Haanstra (Països Baixos)
- Roger Leenhardt (França)
- René Lucot (França)
- Jean Queval (França) (periodista)
- Jacques Schiltz (França)
- Jean Vivie (França) (funcionari del CST)

## Pel·lícules en competició
Les següents pel·lícules competien pel Gran Premi:
- 1. April 2000 de Wolfgang Liebeneiner
- Awaara de Raj Kapoor
- O Cangaceiro de Lima Barreto
- Barabbas by Alf Sjöberg
- Bongolo d'André Cauvin
- Call Me Madam de Walter Lang
- Genbaku no Ko de Kaneto Shindō
- Come Back, Little Sheba de Daniel Mann
- Daibutsu kaigen de Teinosuke Kinugasa
- Doña Francisquita de Ladislao Vajda
- Él de Luis Buñuel
- Sala de guardia de Tulio Demicheli
- Horizons sans fin de Jean Dréville
- Duende y misterio del flamenco d'Edgar Neville
- För min heta ungdoms skull d'Arne Mattsson
- Gendai-jin de Minoru Shibuya
- Magia verde per Gian Gaspare Napolitano
- The Heart of the Matter de George More O'Ferrall
- Jo confesso d'Alfred Hitchcock
- Intimate Relations de Charles Frank
- Luz en el páramo de Víctor Urruchúa
- Lili de Charles Walters
- Les vacances del Sr. Hulot de Jacques Tati
- Nevjera de Vladimir Pogačić
- Peter Pan de Hamilton Luske, Clyde Geronimi i Wilfred Jackson
- La red d'Emilio Fernández
- The Sun Shines Bright de John Ford
- Stazione Termini de Vittorio De Sica
- Las Tres perfectas casadas de Roberto Gavaldón
- La vie passionnée de Clémenceau de Gilbert Prouteau
- Sie fanden eine Heimat de Leopold Lindtberg
- Le Salaire de la peur de Henri-Georges Clouzot
- La provinciale de Mario Soldati
- Bienvenido, Mister Marshall de Luis García Berlanga
- El ren blanc (Valkoinen peura) d'Erik Blomberg

## Curtmetratges en competició
Els següents curtmetratges competien per Gran premi al curtmetratge:
- ...And Now Miguel de Joseph Krumgold
- Castilla, soldado de la ley d'Enrico Gras
- Doderhultarn d'Olle Hellbom
- Doh pyi daung su d eJules Bucher
- Dubrovnik de Milan Katic
- Gazouly, petit oiseau de Wladyslaw Starewicz, L. Starewitcz
- Houen zo! de Herman van der Horst
- I cristalli de Lando Colombo
- Immagini e colore de Vittorio Sala
- Joy οf Living d eJean Oser
- Kujira de Noburô Ôhfuji
- Kumaon Hills de Mohan Dayaram Bhavnani
- La montagna di genere de Giovanni Paolucci
- La pintura mural Mexicana de Francisco del Villar
- Land Of The Long Day de Douglas Wilkinson
- Le Luxembourg et son industrie de Philippe Schneider
- Le voyage d'Abdallah de Georges Regnier
- Machu-Picchu d'Enrico Gras
- Marionnettes de Toon de Jean Cleinge
- Meister der Gegenwart de Karl von Zieglmayer
- Momoyama bidsutsu de Sôya Mizuki
- Naskara de José Miguel De Mora
- New Lands for Old de Krishna Gopal
- Pescatori di laguna d'Antonio Petrucci
- Peter Breughel L'Ancien d'Arcady
- Présentation de la beauce à Notre Dame de Chartres de Jacques Berthier
- Pylone 138 d'Adolphe Forter
- Remmants of a Stone-Age People de Louis Knobel
- Reverón de Margot Benacerraf
- Royal Heritage de Diana Pine
- Salut casa de Jean Vidal
- Schatten Uner Sternen de Ernest Bingen
- So ist das Saarland de Ernest Bingen
- The Figurehead de John Halas
- The Great Experiment de V.R. Sarma
- The Romance of Transportation in Canada de Colin Low
- The Settler de Bernard Devlin
- The Stranger Left No Card de Wendy Toye
- Varen de Gösta Werner
- Victoire sur L'Annapurna de Marcel Ichac
- Vincent Van Gogh de Jan Hulsker
- Water Birds de Ben Sharpsteen
- Crin-Blanc d'Albert Lamorisse

## Premis

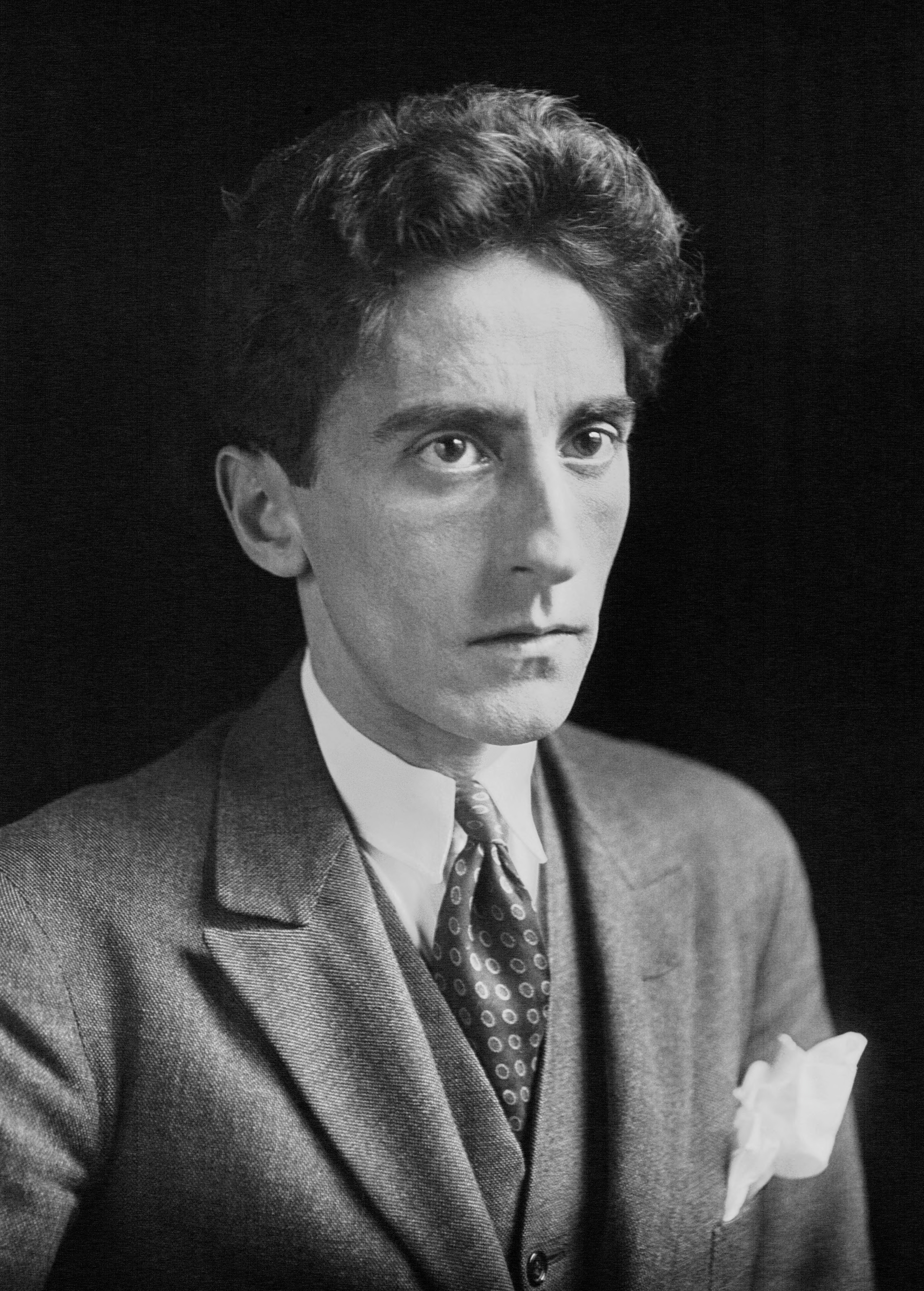
Jean Cocteau, president del jurat

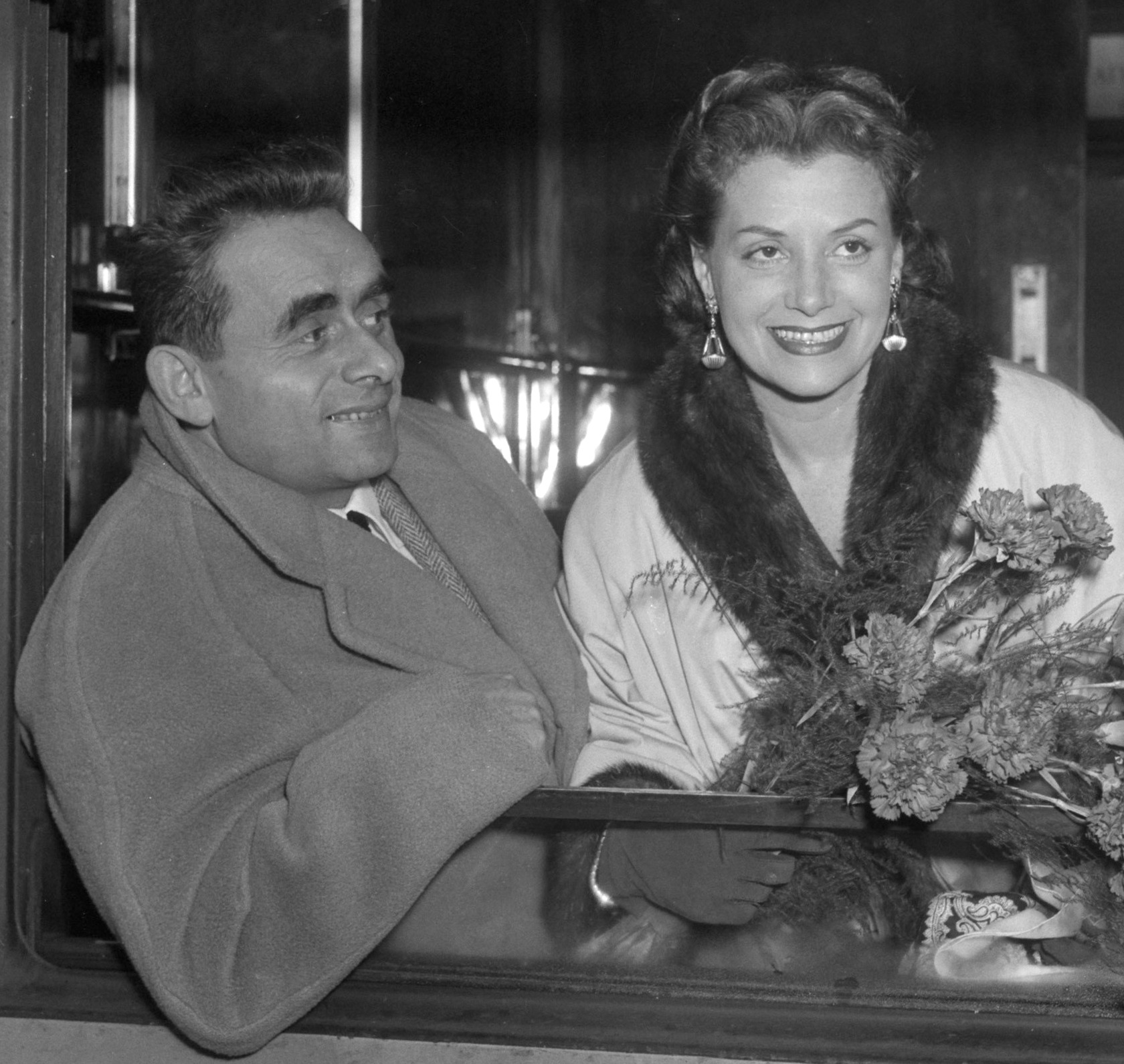
Henri-Georges (& Vera) Clouzot, guanyador del gran premi

### Premis oficials
Els guanyadors dels premis de 1953 foren:
- Grand Prix: Le Salaire de la peur de Henri-Georges Clouzot
- Premis internacionals:
  - Premi de narració visual: La red d'Emilio Fernández
  - Premi de pel·lícula d'exploració: Magia verde de Gian Gaspare Napolitano
  - Premi a la pel·lícula de conte: Valkoinen peura d'Erik Blomberg
  - Premi a la pel·lícula d'entreteniment: Lili de Charles Walters
  - Premi del bon humor: Bienvenido, Mister Marshall de Luis García Berlanga
  - Premi a la pel·lícula d'aventures: O Cangaceiro de Lima Barreto
  - Premi a la pel·lícula dramàtica: Come Back, Little Sheba de Daniel Mann
- Millor actriu: Shirley Booth, perr Come Back, Little Sheba
  - Millor actor: Charles Vanel, per Le Salaire de la peur
- Premi Especial del Jurat per la seva contribució al prestigi del festival: Walt Disney
- Homenatge: Duende y misterio del flamenco d'Edgar Neville

Curtmetratges
- Gran Premi al Curtmetratge: Crin-Blanc d'Albert Lamorisse
- Millor curt de ficció: The Stranger Left No Card de Wendy Toye
- Millor curt documental: Houen zo! d'Herman van der Horst
- Millor curt d'art: Doderhultarn d'Olle Hellbom
- Millor animació: The Romance of Transportation in Canada de Colin Low

### Premis independents
Premi FIPRESCI
- Les vacances del Sr. Hulot de Jacques Tati

Premi OCIC
- Horizons sans fin de Jean Dréville

Altres premis
- Menció especial:[11]
  - Juan Antonio Bardem, Luis García Berlanga i Miguel Mihura, pel guió de Bienvenido, Mister Marshall
  - Gabriel Migliori, per la partitura d' O Cangaceiro
  - Per l'encant de l'actuació a Lilí
  - Per l'ús del color a Magia verde

## Media
- Institut National de l'Audiovisuel: Obertura del festival de 1953 (comentari en francès)